# الکساندر زایچیکوف
الکساندر زایچیکوف ((به بلاروسی: Алякандр Зайчыкаў) زاده ۱۷ آگوست ۱۹۹۲) وزنه‌بردار اهل کشور قزاقستان است.
از افتخارات وی میتوان به کسب مدال طلا وزن ۱۰۵ کیلوگرم در مسابقات قهرمانی وزنه‌برداری جهان ۲۰۱۵ اشاره کرد.